# أحمد بن محمد السبعي
أحمد بن محمد بن عبد الله الرفاعي السبعي (؟ - ق. 960 هـ/ 1553 م) فقيه جعفري وكاتب وشاعر أحسائي من أهل القرن العاشر الهجري/السادس عشر الميلادي. ولد في بلدة القارة في الإحساء، ودرس على يد ابن المتوّج البحراني، وهاجر إلى النجف ودرس فيها ثم غادرها إلى سلطنة دلهي وبقي فيها حتى وفاته. له عدة مؤلفات منها الأنوار العلوية في شرح الرسالة الألفية وسديد الأفهام في شرح قواعد الأحكام وديوان شعر صغير.

## نسبه
هو فخر الدين أحمد بن محمد بن عبد الله بن علي بن حسن بن محمد بن سبع بن سالم ابن رفاعة الرفاعة الرفاعي، السبعي الأحسائي. 

## سيرته
ولد في القارة بالأحساء ونشأ بها. لم تُحدّد المصادر تاريخ ولادته. ومن الأحساء هاجر لإكمال دراسته وتتلمذ على عدد من العلماء منهم أحمد بن محمد المتوج البحراني، وأحمد بن فهد الحلي، وجمال الدين ابن المتوج البحراني. 

تُوفّي عام 960 هـ في الهند أيام سلطنة دلهي أو يقال في 860 هـ. 

## شعره
كان شاعراً ماهراً، له ديوان شعر صغير، ذكر فيه مدائح ومراثي لأئمّة الاثنا عشر. 
 من شعره هذا التخميس لقصيدة رائية في مدح علي بن أبي طالب: 

| أعيت صفاتُك أهلَ الرَّأي وَالنَّظر      |  | وأوردَتهم حياضَ العجز والخطر   |
| أنت الذي دقَّ معناه لِمُعتبِر         |  | يا آية الله بل يا فتنة البشر |
| وحجة الله بل يا منتهى القدر      |  |                              |
| عن كشف معناكَ ذو الفكر الدقيق وَهَن |  | وفيك ربُّ العلى أهلَ العقول فَتَن |
| أنَّى تَحدُّكَ يا نورَ الإله فِطَن        |  | يا مَن إليه إشارات العقول وَمن |
| فيه الألبَّاءُ بين العجز والخطر     |  |                              |

## مؤلفاته
- الأنوار العلوية في شرح الرسالة الألفية في الفقه أو الأنوار العلوية في شرح الألفية الشهيدية، للشهيد الأول في الفقه، وهو شرح مبسوط على ألفية الشهيد الأول كتبه بطلب بعض أصدقائه في الهند، لبعض أبناء السادة من أمراء الهند، وهو السيد علوي بن شمس الدين محمد بن الحسن النحاء الحسيني، وسمّاه باسمه، كتبه في 953 هـ.
- الحاشية على الأنوار العلوية
- الدرة الدرّية في شرح المسألة النظرية النصيرية، هي مسألة فقهية في الأرث فرضها نصير الدين الطوسي
- سديد الأفهام في شرح قواعد الأحكام أو تسديد الأفهام في شرح قواعد الأحكام في الفقه، فرغ منه سنة 886 هـو

وله ديوان شعر صغير.

## وصلات خارجية
- في بوابة الشعراء